# Beaumont-Village

Beaumont-Village este o comună în departamentul Indre-et-Loire, Franța. În 1 ianuarie 2022 avea o populație de 240 de locuitori.